# Tania Calvo
Pour les articles homonymes, voir Calvo et Barbero.
Tania Calvo Barbero, née le 26 juin 1992 à Vitoria au Pays basque, est une coureuse cycliste espagnole. Spécialisée dans les épreuves de sprint sur piste, elle été championne d'Europe et vice-championne du monde du 500 mètres en catégorie juniors en 2010. Elle a représenté l'Espagne aux Jeux olympiques de 2016 à Rio.

## Biographie
En 2010, Tania Calvo devient championne d'Espagne de cyclo-cross juniors (moins de 19 ans), après avoir terminé deuxième l'année précédente. La même année, elle s'illustre sur piste en devenant championne d'Europe du 500 mètres juniors et médaillée de bronze du keirin à Saint-Pétersbourg. En 2011, elle est triple championne d'Espagne sur piste : 500 mètres, vitesse individuelle et par équipes (avec Ana Usabiaga). L'année suivante elle est double championne d'Espagne sur le 500 mètres et la vitesse par équipes (avec Usabiaga).
En 2013, elle décroche la médaille d'argent de la vitesse et la médaille de bronze du 500 mètres aux championnats d'Europe espoirs (moins de 23 ans). Aux championnats d'Europe espoirs de 2014, elle est médaillée de bronze de la vitesse. La même année, elle décroche son premier grand résultat chez les élites, en atteignant la finale du tournoi de vitesse des championnats d'Europe, où elle s'incline face à Anastasiia Voinova. En 2015, elle remporte les quatre titres nationaux dans les disciplines du sprint.
En 2016, elle est sélectionnée pour participer aux Jeux olympiques de Rio de Janeiro, où elle termine 7e de la vitesse par équipes (avec Helena Casas), 19e de la vitesse individuelle et 21e du keirin. La même année, elle gagne avec Casas deux manches de vitesse par équipes lors de la Coupe du monde. Le duo remporte l'argent de la vitesse par équipes aux championnats d'Europe de 2016, et Calvo ajoute une médaille de bronze en vitesse. Entre 2017 et 2020, elle continue à gagner des titres nationaux, mais ne parvient plus à monter sur les podiums internationaux.
À partir de la saison 2020, elle choisit de mettre de côté les épreuves de vitesse, pour disputer les épreuves d'endurance.

## Palmarès sur piste

### Jeux olympiques
- Rio 2016
  - 7e de la vitesse par équipes (avec Helena Casas)
  - 19e de la vitesse individuelle
  - 21e du keirin

### Championnats du monde
- Montichiari 2010 (juniors)
  -  Médaillée d'argent du 500 mètres juniors
- Apeldoorn 2011
  - 10e de la vitesse par équipes (avec Helena Casas)
- Melbourne 2012
  - 9e de la vitesse par équipes (avec Helena Casas)
  - 12e du 500 mètres
- Minsk 2013
  - 7e du 500 mètres
  - 7e de la vitesse par équipes (avec Helena Casas)
  - Eliminée aux repêchages de la vitesse individuelle
- Cali 2014
  - 6e de la vitesse par équipes (avec Helena Casas)
  - 9e du 500 mètres
  - Eliminée aux repêchages du keirin
  - Eliminée aux repêchages de la vitesse individuelle
- Saint-Quentin-en-Yvelines 2015
  - 7e de la vitesse par équipes (avec Helena Casas)
  - 10e du 500 mètres
  - Eliminée aux repêchages du keirin
  - Eliminée aux repêchages de la vitesse individuelle
- Londres 2016
  - 8e du 500 mètres
  - 8e de la vitesse par équipes (avec Helena Casas)
  - Eliminée aux repêchages du keirin
  - Eliminée en seizième de finale de la vitesse individuelle
- Hong Kong 2017
  - 7e de la vitesse par équipes[3]
  - 7e du 500 mètres[4]
  - 17e du keirin[5]
  - 24e de la vitesse individuelle (éliminée en 1/16e de finale)[6]
- Apeldoorn 2018
  - 6e du 500 mètres[7]
  - 9e de la vitesse par équipes[8]
  - 19e de la vitesse individuelle (éliminée en seizième de finale)[9]
- Pruszków 2019
  - 8e de la vitesse individuelle (éliminée en quart de finale)[10]
  - 9e de la vitesse par équipe[11]
  - 13e du 500 mètres

### Coupe du monde
- 2014-2015
  - 3e de la vitesse par équipes à Cali
- 2015-2016
  - 3e de la vitesse par équipes à Hong Kong
- 2016-2017
  - 1re de la vitesse par équipes à Glasgow (avec Helena Casas)
  - 1re de la vitesse par équipes à Apeldoorn (avec Helena Casas)
  - 2e de la vitesse individuelle à Apeldoorn
  - 3e de la vitesse individuelle à Glasgow
  - 3e de la vitesse par équipes à Cali
  - 3e du 500 mètres à Apeldoorn

### Coupe des nations
- 2021
  - 3e du scratch à Hong Kong

### Ligue des champions
- 2022
  - 2e du scratch à Palma

### Championnats d'Europe
| Édition / Épreuve                | 500 mètres | Keirin | Vitesse individuelle | Vitesse par équipes | Poursuite par équipes |
| Saint-Petersbourg 2010 (juniors) | Or         | Bronze |                      |                     |                       |
| Anadia 2013 (espoirs)            | Bronze     |        | Argent               |                     |                       |
| Anadia 2014 (espoirs)            |            |        | Bronze               |                     |                       |
| Baie-Mahault 2014                |            |        | Argent               |                     |                       |
| Saint-Quentin-en-Yvelines 2016   | 4e         |        | Bronze               | Argent              |                       |
| Granges 2023                     |            |        |                      |                     | 8e                    |

### Championnats nationaux
- Championne d'Espagne du 500 mètres en 2011, 2012, 2013, 2014, 2015, 2016, 2018 et 2019
- Championne d'Espagne de vitesse par équipes en 2011, 2012, 2013, 2014, 2015, 2016 et 2017
- Championne d'Espagne du keirin en 2014, 2015 et 2017
- Championne d'Espagne de vitesse en 2011, 2015, 2018 et 2019
- Championne d'Espagne de course à l'américaine en 2018, 2019, 2020, 2021 et 2022
- Championne d'Espagne de poursuite en 2021
- Championne d'Espagne du scratch en 2021
- Championne d'Espagne d'omnium en 2022
- Championne d'Espagne de course à élimination en 2023

## Palmarès en cyclo-cross
- 2008-2009
  - 2e du championnat d'Espagne de cyclo-cross juniors
- 2009-2010
  -  Championne d'Espagne de cyclo-cross juniors